# Anthidium cordiforme
Anthidium cordiforme là một loài Hymenoptera trong họ Megachilidae. Loài này được Friese mô tả khoa học năm 1922.
Loài này phân bố ở Zimbabwe.